# Пражский студент (фильм, 1935)
«Пражский студент» (нем. Der Student von Prag, 1935) — художественный фильм Артура Робисона, ремейк одноимённого фильма Стеллана Рюэ и Пауля Вегенера.

## Сюжет
Прага в 1860-х годах: Балдуин (Anton Walbrook) — популярный, красивый студент, лучший фехтовальщик в городе, в постоянном соперничестве со своим другом Далем (Fritz Genschow) за любовь Лидии (Edna Greyff), племянницы хозяина гостиницы. В то время как студенты праздновали день рождения Лидии, оперная певица Юлия Стелла (Dorothea Wieck) прибыла в гостиницу, и жизнь Балдуина начинает давать сбой. Он сразу же влюбляется в гламурную певицу — но у неё уже есть поклонник, богатый щёголь барон Валдис (Erich Fiedler). Как может бедный студент надеяться с ним конкурировать? Таинственный доктор Каприс (Теодор Лоос), который также имеет связи с Юлией и ревнует к барону, вмешивается. Но цена будет выше, чем Балдуин может себе представить. Он рискует своим рассудком и жизнью, возможно своей душой, захваченной его собственным отражением.

## Технические данные
- Цвет: Черно-белый
- Звук: Моно
- Длина плёнки: 2328 м
- Кинематографический процесс: сферический
- Печатный формат плёнки: 35 мм
- Соотношение сторон: 1.37 : 1